# 고바야시 사토미
고바야시 사토미(小林 聡美, 1965년 5월 24일 ~ )는 일본 도쿄도 가쓰시카구 다카사고 출신의 여성 배우이다.

## 인물·연혁
그녀는 1979년 중학교 2학년 때 다케다 데쓰야 주연의 드라마 《3학년 B반 긴파치 선생》 오디션에 합격해 학생 역으로 데뷔. 1982년, 오바야시 노부히코 감독의 《전학생》에 주연으로 발탁되어 누드 연기를 선보였다. 이 작품으로 1986년 제6회 일본 아카데미상 신인상 수상.
1988년, 후지 TV 심야 드라마 《역시 고양이가 좋아》에서 3녀 ‘기미에’ 역을 연기하였고, 이 작품을 계기로 만난 미타니 고키와 1995년에 결혼하였다.
2003년, NTV에서 방영된 《수박》을 통해 텔레비전 드라마 첫 주연을 맡는다.
2011년 5월 23일, 남편 미타니 고키와의 이혼을 발표하였다. 그 외에 에세이를 다수 출판하였다.

## 출연

### 드라마
- 《3학년 B반 긴파치 선생》 - 야스에 미치코 역
  - 1979년 ~ 1980년 시즌1
  - 1982년 긴파치 스페셜1 〈보내는 말〉
  - 1984년 긴파치 스페셜3 〈작은 거짓말〉
  - 1986년 긴파치 스페셜5 〈선생님의 폭력 학생들의 폭력〉
- 1980년 《이케나카 겐타 80 kg》 - 스기타 카오루의 동급생 역 (제6화)
- 1982년 《햇살이 좋아!》 - 동급생 역
- 1984년 《특수 최전선 - 스미다가와 모정(慕情)》
- 1984년 《신 오에도 조사망 - 폭주 아가씨 눈물의 5000량》 - 오후미 역
- 1985년 《예수의 방주》
- 1986년 《긴다이치 고스케 걸작 추리 죽음의 가면》 - 시라이 스미코 역
- 1986년 《통쾌! OL 거리》
- 1986년 《신부》
- 1987년 《라디오 빙빙 이야기》
- 1988년 《통쾌! 로큰롤 거리》 - 오카와 노조미 역
- 1988년 《스페셜 라디오 빙빙 이야기》
- 1988년 《역시 고양이가 좋아 시리즈》 - 온다 기미에 역
  - 1990년 역시 고양이가 좋아 살인사건
  - 1990년 역시 고양이가 좋아 교토 대소동 편
  - 1990년 신 역시 고양이가 좋아
  - 1998년 역시 고양이가 좋아 신작 '98
  - 2001년 역시 고양이가 좋아 신작 2001
  - 2003년 역시 고양이가 좋아 2003
  - 2005년 역시 고양이가 좋아 2005
  - 2007년 역시 고양이가 좋아 2007
- 1988년 《연인관계》
- 1989년 《하늘과 바다를 건너》 - 안도 하루미 역
- 1989년 ~ 1991년 《삼색털 고양이 홈즈》 - 가타야마 하루미 역
- 1989년 《LUCKY 천사, 수도에 가다》
- 1990년 《뉴욕 러브 스토리2 남과 여》 - 오카무라 사토코 역
- 1993년 ~ 1997년 《열쇠공 시리즈》 - 시라이 루미 역
- 《비트 다케시의 만드는 방법》 - 사이토 다카코 역
  - 1993년 대가족 주의
  - 1994년 호리키리가 사람들 - 사이토
- 1993년 《울고 싶은 밤도 있어》
- 1995년 《금요일의 이혼하고 싶은 아내들에게》
- 1995년 《Miss 다이아몬드》 - 사키사카 사치 역
- 1997년 《기프트》 - 줄리엣 호시카와 역
- 1998년 《반짝반짝 빛나는》 - 구로카와 에이코 역
- 1999년 《반짝반짝 빛나는 스페셜1》 - 구로카와 에이코 역
- 1999년 《쌍둥이 탐정》 - 이와사키 우이 역
- 1999년 《연애결혼의 법칙》 - 나카지마 지아키 역
- 1999년 《사랑의 거리》 - 기시카와 나오코 역 (제3화)
- 2000년 《반짝반짝 빛나는 스페셜2》 - 구로카와 에이코 역
- 2001년 《주신구라 1/47》 - 오이시 리쿠 역
- 2001년 《가바치타레!》 - 이쿠타 가즈코 역
- 2001년 《토토의 세계~마지막 야생아~》 - 사사메 유코 역
- 2001년 《서른혼》
- 2002년 《너스맨》 - 아즈마 요시에 역
- 2003년 《수박》 - 하야카와 모토코 역
- 2003년 《강, 언젠가 바다로 6가지 사랑 이야기》 - 다누마 도시에 역
- 2004년 《빛과 함께... -자폐아를 안고-》 - 리오 히데미 역
- 2004년 《선인장 저니》 - 하세가와 아야 역
- 2005년 《기분이 안 좋은 진》 - 진구지 진 역
- 2006년 《신은 주사위를 던지지 않는다》 - 마유즈미 야스코 역
- 2006년 《누구보다 엄마를 사랑해》 - 쓰나미 고즈에 역
- 2006년 《그 5분 전 - 내일로의 출항》
- 2007년 《섹시 보이스 앤 로보》 - 쇼코 역 (제8, 9화)
- 2008년 《1파운드의 복음》 - 무카이다 세쓰코 역
- 2008년 《2쿨》
- 2009년 《빨간코 선생님》 - 다가와 기누 역
- 2011년 《돈★키호테》 - 미즈모리 미네코 역
- 2012년 《검은 여교사》 - 후지 아야 역
- 2013년 《빵과 스프 고양이와 함께 하기 좋은 날》 - 아키코 역

### 영화
- 1982년 《전학생》 - 사이토 가즈미 역
- 1984년 《황폐한 도시》 - 가이하라 야스코 역
- 1985년 《외로움쟁이》 - 아마노 유키미 역
- 1986년 《그의 오토바이 그녀의 섬》
- 1986년 《사랑하는 여자들》 - 오에 기누코 역
- 1987년 《영원 1/2》 - 동생 역
- 1987년 《패신저 지나간 나날》 - 요시모토 이쿠미 역
- 1989년 《그린 레퀴엠》 - 이노우에 가즈코 역
- 1989년 《북경적서과》
- 1992년 《고질라 vs 모스라》 - 데즈카 마사코 역
- 1998년 《데나몬야 상사》 - 히카리 역
- 1998년 《기리코의 풍경》 - 기리코 역
- 2000년 《스위트 스위트 고스트》 - 동네 언니 역
- 2002년 《료마의 아내와 그의 남편과 정부》 - 기미에 역
- 2003년 《트레저 플래니트》 - 아멜리아 역
- 2004년 《이유》 - 기타바타케 아쓰코 역
- 2006년 《카모메 식당》 - 사치에 역
- 2007년 《안경》 - 다에코 역
- 2009년 《두꺼비 기름》 - 데루미 역
- 2009년 《수영장》 - 교코 역
- 2010년 《마더 워터》 - 세쓰코 역
- 2011년 《도쿄 오아시스》 - 도코 역
- 2014년 《종이 달》 - 스미 유리코 역
- 2015년 《개에게 처음 이름을 지어준 날》 - 카나미 역
- 2015년 《산의 톰씨》 - 하나 역
- 2016년 《태풍이 지나가고》 - 나카시마 치나츠 역
- 2016년 《싱 마이 라이프》 - 사치에 역

### 연극·뮤지컬
- 1985년 《퀼트헨의 모자~그림나라의 직소퍼즐~》
- 2002년 《이상한 두 사람 여자 편》
- 2003년 《NODA MAP 오일》
- 2005년 《신편 구구는 고양이다》
- 2010년 《하파리건》

### 외
- 《우리들의 시대》 (2007년 ~ , 후지 TV) - 내레이션
- 《세계 만남의 거리를 걷다》 (방송일 불명, NHK) - 내레이션
- 《구루네코 시즌1》 (2009년 7월 ~ 2010년 6월, 간사이 TV 방송, 도카이 TV) - 내레이션, 성우
- 《ZIP!》 (2011년 ~ , NTV)

### 광고
- 야마하 발동기 - JOG (1992년)
- 화이자 제약 - 바이신
- 아사히 음료 - 16차
- 시오노기 제약 - 포폰S
- 야쿠르트 - 야쿠르트 화장품
- 미쓰칸 - 미쓰칸 초밥 초
- 시키시마세이빵 - Pasco
- 간사이 전력 - 올 전화 (電化)
- 삿포로 맥주 - 홋카이도 나마시보리
- 가네보 화장품 - 프레셸
- TOTO - GREEN MAX 4.8, CRASSO (2010년 ~ )

### 라디오
- 고바야시 사토미의 도쿄 100發 걸
- 고바야시 사토미의 COMMENT ALLEZ VOUS! (JFN)

## 서적

### 에세이
- 1994년 선인장의 방귀
- 1994년 Forget about it
- 1995년 늠름 소녀
- 1995년 도쿄 100發 걸
- 1996년 걱정보다 경단국[4]
- 1998년 마담 고바야시의 우아한 생활
- 2002년 마담
- 2002년 키위 오코보레 유학기 (キウィおこぼれ留学記)
- 2007년 나는 최고로 운이 좋다
- 2009년 알로하혼

## 수상
- 《전학생》
  - 1982년 제7회 호치영화제 신인상
  - 1986년 제6회 일본 아카데미상 신인상